# Paradoja de Jevons

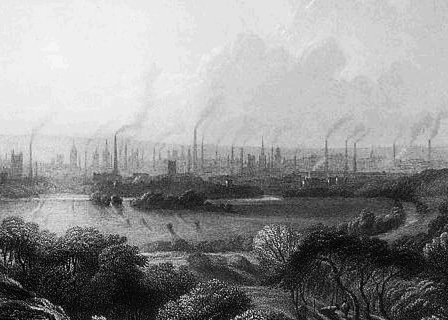
Fábricas de carbón en Mánchester en el. Las mejoras tecnológicas permitieron que el carbón alimentara la Revolución Industrial, aumentando enormemente el consumo de carbón.

En economía, la paradoja de Jevons (o también, efecto Jevons;  /ˈdʒɛvənz/) se refiere a la situación en la que el progreso técnico o las políticas del Estado conducen a un aumento en la eficiencia con la que se utiliza un factor de producción, reduciendo la cantidad que se requiere de este. Sin embargo, la caída de los precios del mismo promueve su demanda, por lo que aumenta su uso en lugar de reducirse.
A pesar de que los mercados pueden asumir que el aumento en la eficiencia disminuirá el consumo del factor en cuestión, pueden llegar a obviar la posibilidad del surgimiento de este efecto. Concretamente, la paradoja de Jevons implica que la introducción de tecnologías con mayor eficiencia energética puede, a la postre, aumentar el consumo total de energía y, simultáneamente, llevar a un incremento de las emisiones.
El nombre de la paradoja proviene del economista inglés William Stanley Jevons, quien en 1865 observó que, si bien las mejoras en la tecnología se tradujeron en un aumento en la eficiencia del carbón, al mismo tiempo produjeron el incremento de su uso en diversas industrias. Indicó que, al contrario de lo que sugeriría la intuición, el progreso tecnológico no hizo que se redujera su consumo como combustible.
Esta situación ha sido objeto de estudio de economistas modernos en relación con el efecto rebote del mejoramiento de la eficiencia energética. Así, además de reducir la cantidad requerida para algún uso, el aumento de la eficiencia también reduce su costo relativo, lo que a su vez genera un incremento en las cantidades demandadas; fenómeno que hasta cierto punto contrarresta la reducción en el uso del bien. A continuación, el aumento de la eficiencia incrementa los ingresos reales y acelera el crecimiento económico, lo que promueve la demanda por recursos. El efecto Jevons tiene lugar cuando predomina el efecto del aumento de la demanda, y al aumento de la eficiencia lo sigue un incremento en la velocidad con que el recurso es utilizado.
La observación de Jevons no es una paradoja desde el punto de vista lógico, pero en economía está considerada como tal ya que se opone a la intuición de que la mejora de la eficiencia permitiría a los agentes usar menos cantidad de un recurso.

## Historia

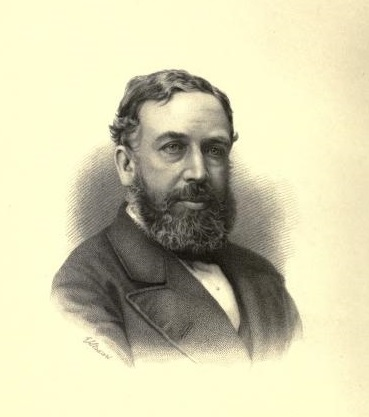
William Stanley Jevons, de quien la paradoja recibe su nombre.

En su obra de 1865 titulada The Coal Question («La cuestión del carbón»), Jevons observó que el consumo del carbón se elevó en Inglaterra después de que James Watt introdujera su máquina de vapor (alimentada con carbón), que mejoraba en gran manera la eficiencia del primer diseño de Thomas Newcomen. Las innovaciones de Watt convirtieron a este mineral en un recurso usado con mayor eficiencia en relación con su coste, haciendo que se incrementara el uso de la máquina de vapor en una amplia gama de industrias. Esto, a su vez, hizo que aumentara su consumo total, aunque la cantidad necesaria para cada aplicación concreta disminuyera considerablemente. Por ello, Jevons dedujo que el aumento en la eficiencia tendía a incrementar y no a disminuir el uso del combustible; formalmente, que «es una confusión de ideas el suponer que el uso económico del combustible es equivalente a un consumo disminuido, mientras que lo contrario es lo correcto».
En esa época, muchos en Gran Bretaña se preocupaban porque las reservas de carbón estuvieran menguando con rapidez, pero algunos expertos opinaron que una mejora en la tecnología reduciría el consumo. En su lugar, Jevons argumentó que este punto de vista era errado toda vez que el aumento en la eficiencia tendería a fomentar su uso, y como consecuencia, acrecentaría la tasa con la que se agotaban los recursos carboneros ingleses, por lo que no se podría confiar en la tecnología como una solución al problema.
Si bien Jevons centró su atención en el carbón, desde entonces el concepto se ha extendido a otros recursos, como el uso de agua, en el que el efecto se encuentra en la socio-hidrología como una paradoja llamada «efecto reservorio». En esta, la construcción de un reservorio para prevenir la escasez puede en cambio exacerbar ese riesgo, ya que el aumento en la disponibilidad hídrica conduce a más desarrollo y luego más consumo de agua.
Existen debates acerca de la magnitud del rebote en la eficiencia energética y la relevancia del efecto Jevons en la conservación energética: mientras que algunos descartan el efecto, otros se preocupan de que pueda ser contraproducente en miras de alcanzar la sostenibilidad al incrementarse la eficiencia. En particular, algunos economistas ambientales han propuesto que los aumentos de la eficiencia estén acoplados con políticas de conservación que mantengan (o aumenten) los costos de uso para evitar el efecto Jevons; dichas políticas (como los impuestos verdes o los derechos de emisión) pueden ser utilizadas para controlar el efecto rebote.

## El efecto rebote
Los economistas han observado que los consumidores presentan una tendencia a viajar más cuando sus vehículos consumen combustible de manera más eficiente, generando con ello un «rebote» en la demanda de combustibles. Un aumento en la eficiencia en la que un recurso es consumido (p. ej., combustible) genera una reducción en su costo en relación con lo que se puede lograr con él (p. ej., viajes). En general, según la ley de la demanda, una reducción del precio de un bien o servicio incrementará la cantidad que se demanda; por ello, con un menor costo de viaje, los consumidores viajarán más veces o más lejos, aumentando a su vez la demanda de combustible. Este incremento en la demanda se conoce como «efecto rebote» y puede o no ser suficientemente grande como para compensar la caída original en el uso de combustible debida a la mejora técnica. Así, el efecto Jevons ocurre cuando el rebote es superior al 100 %, excediento las ganancias de eficiencia originales.
La magnitud del rebote depende de la elasticidad precio de la demanda del bien o servicio. En un mercado perfectamente competitivo donde el combustible es el único factor que se requiere para los viajes, si el precio del combustible permanece constante pero se duplica su eficiencia, el precio de viaje se reduce a la mitad (se puede comprar hasta el doble). Si como resultado se demanda más del doble (más específicamente, la demanda es precio-elástica), entonces el consumo de combustible incrementaría, dando lugar al efecto Jevons. Si en cambio la demanda es precio-inelástica y la cantidad demandada es inferior al doble, se reduce el consumo de combustible y no ocurre el efecto Jevons. Aunque la abstracción sirve con fines ilustrativos, este tipo de escenarios son improbables dado que los bienes y servicios generalmente requieren más de un factor (combustible, capital, trabajo, etc) por lo que la demanda es sensible a otros precios, con lo que se reduce el rebote y el efecto Jevons se hace menos frecuente.
Matemáticamente, la paradoja de Jevons se expresa de la siguiente forma:
- {\displaystyle E} es la eficiencia en el consumo
- {\displaystyle C} es el consumo instantáneo,
- {\displaystyle N} es el número de consumidores,
- {\displaystyle _{i}} es el estado inicial,
- {\displaystyle _{f}} es el estado final.

Para una unidad, si {\displaystyle E_{f}>E_{i}}, entonces {\displaystyle C_{f}<C_{i}}
Pero puesto que {\displaystyle N_{f}\gg N_{i}}, entonces globalmente {\displaystyle C_{i}\cdot \;E_{i}\cdot \;N_{i}<C_{f}\cdot \;E_{f}\cdot \;N_{f}}

## Postulado de Khazzoom-Brookes

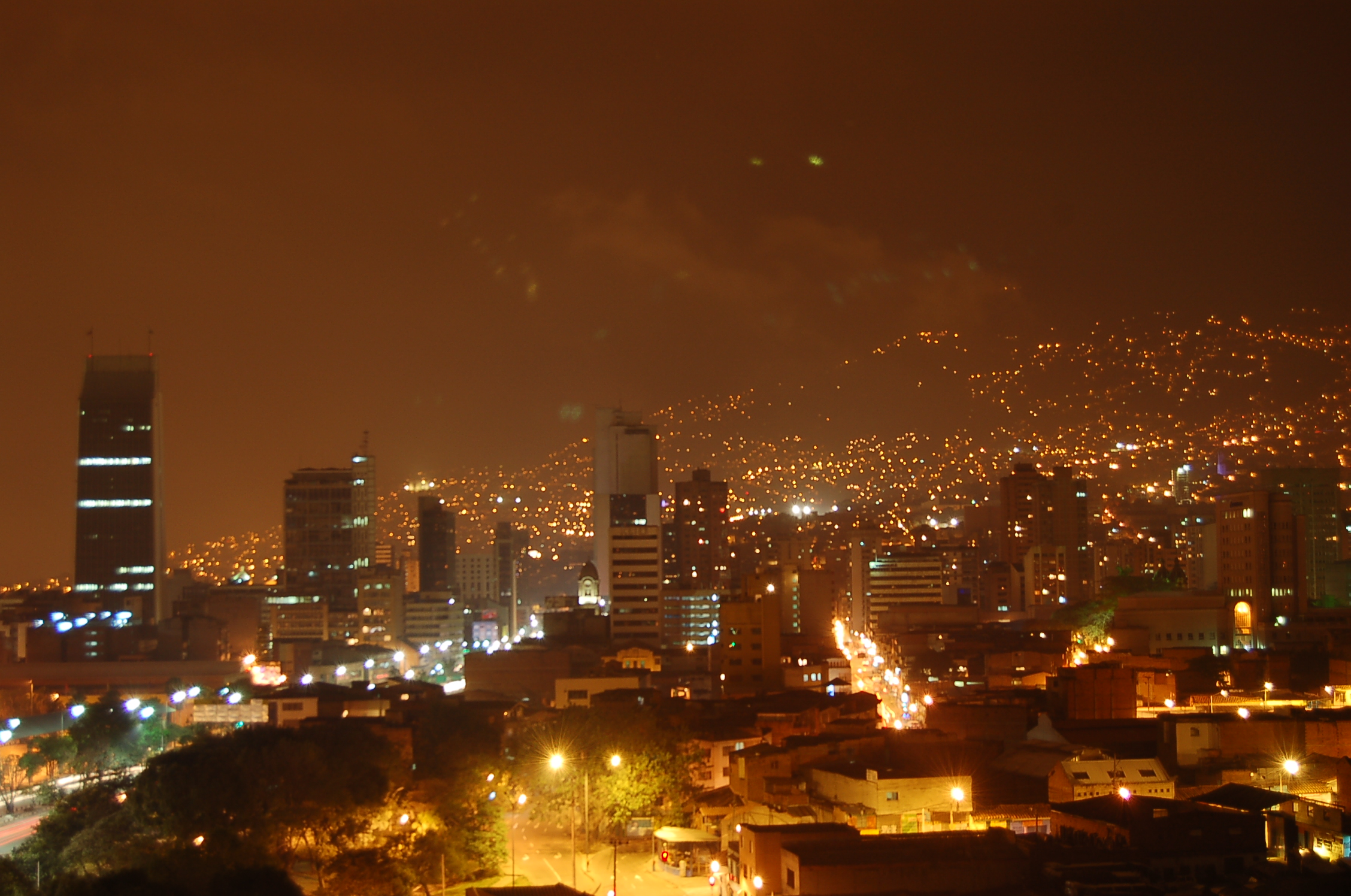
La contaminación lumínica es un efecto indeseado (una externalidad negativa) de la reducción en los precios de la electricidad, que a su vez es producto de las mejoras técnicas.

En la década de 1980, los economistas Daniel Khazzoom y Leonard Brookes revisaron el efecto Jevons para el caso del uso de energía de la sociedad. Brookes, entonces economista jefe de la Autoridad para la Energía Atómica del Reino Unido, argumentó que los intentos de reducir el consumo de energía aumentando la eficiencia energética simplemente aumentarían la demanda de energía en la economía en su conjunto. Khazzoom se centró en el punto más estrecho de que se ignoró el potencial de rebote en las normas de rendimiento obligatorias para los electrodomésticos que establece la Comisión de Energía de California.
En 1992, el economista Harry Saunders denominó «postulado de Khazzoom-Brookes» a la hipótesis de que las mejoras en la eficiencia energética funcionan para aumentar (en lugar de disminuir) el consumo de energía, y argumentó que la hipótesis está ampliamente respaldada por la teoría neoclásica delcrecimiento (la teoría económica dominante de la acumulación de capital, progreso técnico y crecimiento a largo plazo). Saunders mostró que el postulado de Khazzoom-Brookes ocurre en el modelo de crecimiento neoclásico bajo una amplia gama de supuestos.
Según Saunders, una mayor eficiencia energética tiende a aumentar el consumo de energía por dos medios. En primer lugar, una mayor eficiencia hace que el uso de la energía sea relativamente más barato, lo que fomenta un mayor uso (el efecto rebote directo). En segundo lugar, aumenta los ingresos reales y conduce a un mayor crecimiento económico, lo que eleva el uso de energía para toda la economía. A nivel microeconómico (mirando a un mercado individual), incluso con el efecto rebote, las mejoras en la eficiencia energética generalmente resultan en una reducción del consumo de energía;es decir, el efecto rebote suele ser inferior al 100 %. Sin embargo, a nivel macroeconómico (considerando la economía en su conjunto), la energía más eficiente (y, por lo tanto, comparativamente más barata) conduce a un crecimiento económico más rápido, lo que aumenta el uso de energía en toda la economía. Saunders argumentó que, teniendo en cuenta los efectos microeconómicos y macroeconómicos, el progreso tecnológico que mejora la eficiencia energética tenderá a aumentar el uso general de energía.Además de la interpretación neoclásica, las hipótesis generadas desde la economía heterodoxa también son consistentes con la existencia del efecto Jevons.

## Políticas de conservación de energía
Jevons advirtió que las ganancias de eficiencia energética de combustible tienden a aumentar su uso. No obstante, ello no implica que este tipo de desarrollos no tengan valor si ocurre el efecto, toda vez que favorecen una mayor producción y una mejor calidad de vida material. Por ejemplo, una máquina de vapor más eficiente permitió abaratar el transporte de bienes y servicios que contribuyeron a la Revolución Industrial. Sin embargo, de ser ccorrecto el postulado de Khazzoom–Brookes, el aumento de la eficiencia del combustible, por sí sola, no reducirá la tasa de agotamiento de los combustibles fósiles.
Hay debate acerca de si el postulado de Khazzoom-Brookes es o no correcto, y acerca de la relevancia del efecto Jevons sobre las políticas de conservación energéticas. Varios gobiernos, medioambientalistas y ONGs buscan políticas que mejoren la eficiencia, esperando que reduzcan el consumo de recursos y con ello los problemas medioambientales; otros, incluyendo economistas ambientales, dudan de la «estrategia de la eficiencia» hacia la sostenibilidad y se preocupan que las mejoras de eficiencia en realidad conduzcan a mayores niveles de producción y consumo, considerando que para que caiga el nivel de uso de un recurso es necesario que las mejoras en la eficiencia lleven consigo políticas que limiten el uso de recursos. Sin embargo, otros economistas ambientales señalan que aunque el efecto Jevons pueda ocurrir en ciertas situaciones, la evidencia empírica para sugerir su generalización es, de hecho, limitada.
El efecto Jevons es utilizado a veces para argumentar que los esfuerzos alrededor de la conservación energética son inútiles, al indicar que, por ejemplo, aceleran la llegada de picos como los del carbón o del petróleo al incrementar la demanda de combustibles fósiles; argumento que se esgrime como una de las razones para no perseguir una mayor eficiencia energética (si los automóviles son más eficientes, simplemente se conducirá más). Varios puntos se han levantado contra esta línea argumental. Primero, en el contexto de un mercado maduro como el del petróleo en países desarrollados, el efecto rebote directo es usualmente pequeño, y así el incremento en la eficiencia de los combustibles usualmente reduce su uso, permaneciendo constantes las demás condiciones. Segundo, incluso si la eficiencia aumentada no reduce la cantidad total de combustible que se usa, existen beneficios asociados a ello, tales como la mitigación de incrementos de precio o de los efectos negativos de la escasez o interrupciones en la cadena de suministro del petróleo crudo a nivel global. Tercero, se ha señalado que el uso de combustible se reducirá en cualquier caso, si los desarrollos en favor de la eficiencia se acompañan con intervenciones por parte de los gobiernos (por ejemplo, con impuestos a los hidrocarburos) que mantengan o incrementen el nivel de precios.
La evidencia muestra que el efecto Jevons indica que la eficiencia incrementada puede no reducir por sí sola el uso de combustibles, y que las políticas de energía sostenible deben también apoyarse en otros tipos de intervención del Estado. Dado que la imposición de estándares de conservación u otras intervenciones gubernamentales pueden incrementan el costo de uso, son útiles para controlar el efecto rebote. A fin de asegurar que las mejoras tecnológicas en pos de la eficiencia reduzcan el uso de combustibles, los aumentos de eficiencia pueden acompañarse con intervenciones del gobierno que reduzcan la demanda, como impuestos, derechos de emisión o estándares de emisiones. Los académicos Mathis Wackernagel y William Rees han sugerido que cualquier ahorro proveniente de ganancias en la eficiencia sea «gravado o si no, eliminado de la circulación económica posterior. Preferiblemente debería ser capturado para reinvertirlo en la rehabilitación del capital natural». Al mitigar los efectos económicos de las intervenciones gubernamentales diseñadas para promover actividades ecológicamente sostenibles, el progreso tecnológico en favor de la eficiencia puede hacer que la imposición de estas intervenciones sean más agradables, y por tanto, más probable que sean implementadas.
Los partidarios del decrecimiento consideran esta paradoja como parte de la defensa central de sus tesis, en las que opinan que es necesario un cuestionamiento del progreso tecnológico, que ven más como una huida hacia adelante que como un verdadero progreso. Así, por ejemplo, Serge Latouche explica que «las disminuciones del impacto y de contaminación unitarias se encuentran sistemáticamente anuladas por la multiplicación del número de unidades vendidas y consumidas».

## Otros ejemplos
La paradoja de Jevons puede observarse en otros sectores de la economía no relacionados con el uso de combustibles fósiles:
- Agricultura: Al incrementar el rendimiento de un cultivo para una área en particular reducirá la extensión requerida para lograr la misma producción. Sin embargo, aumentar la eficiencia puede hacer más rentable su cultivo y estimular la conversión de tierra no cultivada a la tierra dedicada a la agricultura, incrementando así el uso del suelo.[32]
- Internet 5G: La tecnología 5G es energéticamente más eficiente que la 4G. No obstante, un costo más bajo representa también un estímulo para un aumento del uso de Internet, lo que puede conllevar a un aumento en el consumo energético.[33]
- Ley de Wirth: La producción de hardware más rápidos puede disparar el desarrollo de software menos eficiente, por lo que el rendimiento termina siendo el mismo.[34]
- Paradoja de Downs–Thomson: El incremento en la capacidad de las vías estimula su uso, por lo que las congestiones vehiculares aumentan en lugar de disminuir.[35]
- Enfermedad neerlandesa: la apreciación de la moneda puede traer consigo efectos perjudiciales de crisis.[36]